# Reimarochloa
Reimarochloa,  es un género  de plantas herbáceas,  perteneciente a la familia de las poáceas. Es originario de América desde el sur de Estados Unidos hasta Argentina.

## Etimología
El nombre del género fue otorgado en honor de J.A.H.Reimarus, más el término griego chloa (hierba).

## Especies
- Reimarochloa aberrans
- Reimarochloa acuta
- Reimarochloa brasiliensis
- Reimarochloa oligostachya